# Pedro Abad
Pedro Abad é um município da Espanha na província de Córdova, comunidade autónoma da Andaluzia. Tem 23,46 km² de área e em 2021 tinha 2 808 habitantes (densidade: 119,7 hab./km²).

## Demografia
| Variação demográfica do município entre 1991 e 2004 | Variação demográfica do município entre 1991 e 2004 | Variação demográfica do município entre 1991 e 2004 | Variação demográfica do município entre 1991 e 2004 |
| --------------------------------------------------- | --------------------------------------------------- | --------------------------------------------------- | --------------------------------------------------- |
| 1991                                                | 1996                                                | 2001                                                | 2004                                                |
| 3001                                                | 2889                                                | 2872                                                | 2914                                                |